# Irisch-osttimoresische Beziehungen
Die Republik Irland und Osttimor unterhalten freundschaftliche Beziehungen.

## Geschichte

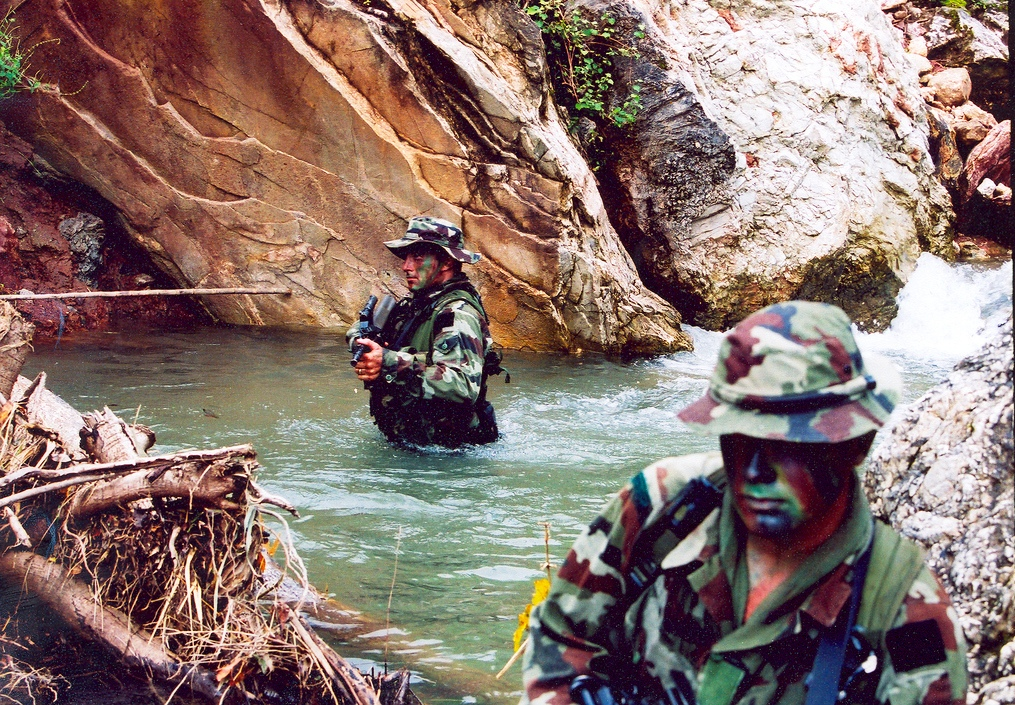
Patrouille der Irish Army Ranger Wing (ARW) in Osttimor als Teil der INTERFET

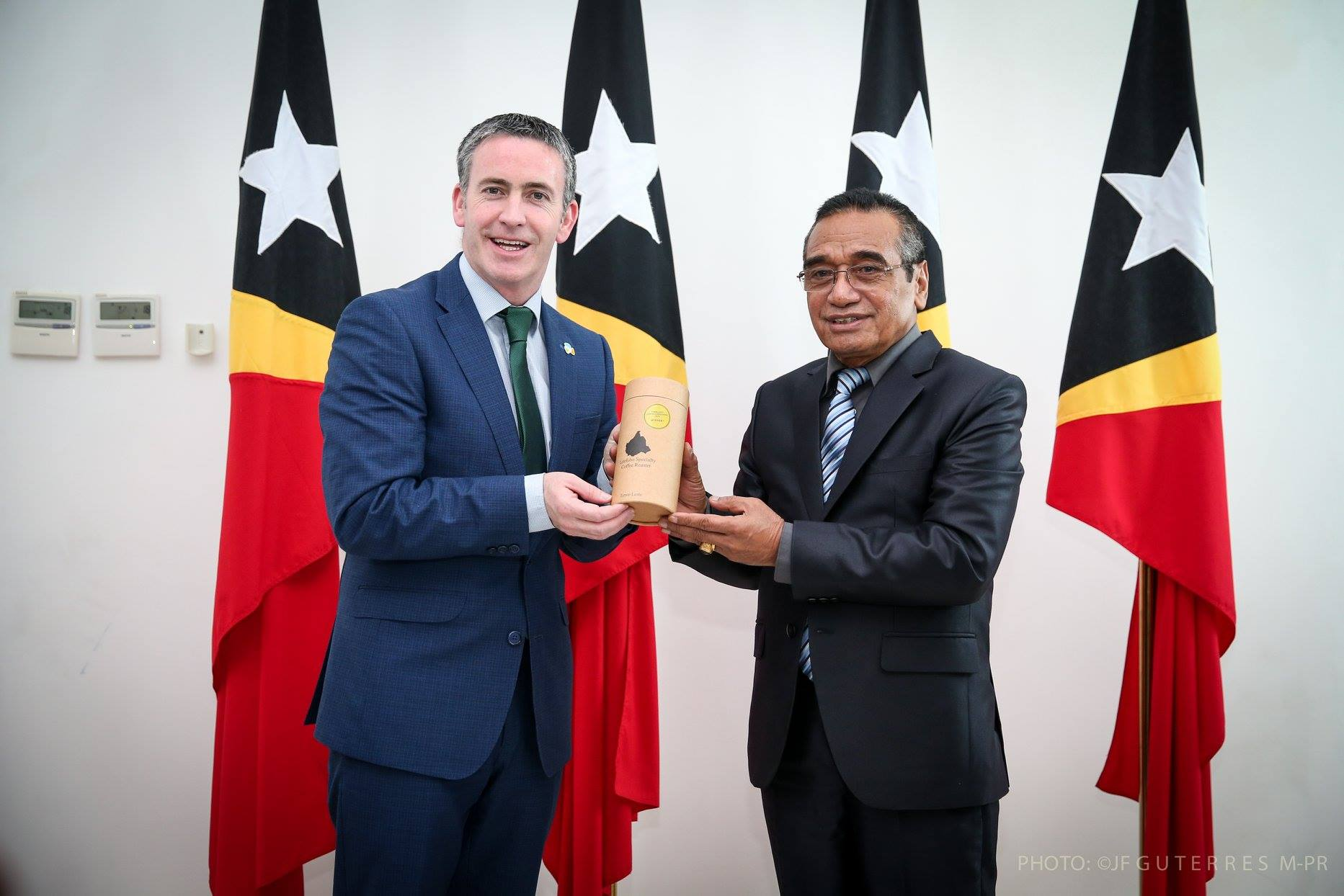
Der irische Minister Damien English und Osttimors Präsident Francisco Guterres (2019)

Sowohl die Insel Irland als auch die Insel Timor sind politisch jeweils in einen unabhängigen Staat und in eine Provinz eines größeren Nachbarlandes geteilt, der zeitweise auch die gesamte Insel kontrollierte. Allerdings gibt es auf Timor nicht einmal ansatzweise Bestrebungen zu einer politischen Vereinigung der Inselteile zu einem Groß-Timor. Sowohl die Republik Irland als auch Osttimor sind durch den römisch-katholischen Glauben geprägt.
Irland unterstützte schon früh als einer von wenigen Staaten in der Europäischen Union und den Vereinten Nationen Osttimor in seinem Bestreben nach Unabhängigkeit von der Besatzungsmacht Indonesien. Bei der Resolution 3485 der Generalversammlung der Vereinten Nationen im November 1976, die die Besetzung Osttimors durch Indonesien verurteilte, enthielt sich Irland noch; ebenso bei weiteren Resolutionen zu Osttimor 1979 und 1981. Außer Portugal unterstützten damals die westlichen Staaten Indonesien als Verbündeten im Kalten Krieg. Erst das Santa-Cruz-Massaker brachte die Wende. Auf Drängen Portugals verurteilte die Europäische Union Indonesien für das Massaker. Der irische Busfahrer Tom Hyland († 2024) gründete Anfang 1992 mit Blick auf die Ereignisse zur Unterstützung Osttimors die East Timor Ireland Solidarity Campaign (ETISC), die begann Druck auf die irische Regierung auszuüben. Allein zwischen 1992 und 1996 gab es 65 Anfragen im Dáil Éireann (irisches Unterhaus) zur Situation in Osttimor. Der Einfluss der ETISC war vor allem während der linken Regierungskoalition 1995–1997 sehr groß und brachte über die EU-Ratspräsidentschaft in der zweiten Hälfte von 1996 den Osttimorkonflikt auf die Agenda der Europäischen Union, gegen den Widerstand der Regierungen des Vereinigten Königreichs und Deutschlands. In Anerkennung ihrer Verdienste erhielt die Organisation 2015 den Ordem de Timor-Leste von Staatspräsident Taur Matan Ruak. Hyland wurde später Honorarkonsul Osttimors in Dublin.
Der irische Außenminister David Andrews war im April 1999 der erste Außenminister der Europäischen Union, der seit der Besetzung Osttimors durch Indonesien das Land besuchte. Die EU ernannte ihn dafür zu ihrem Sondergesandten für das Territorium. Hyland begleitete Andrews bei der Reise. John Kirby, Bischof von Clonfert und Vorsitzender von Trócaire, der offiziellen Entwicklungshilfeorganisation der irischen katholischen Kirche, besuchte im Juli 1999 Osttimor. Der Besuch diente als Solidaritätsbekundung der irischen katholischen Kirche für Dilis Bischof Carlos Filipe Ximenes Belo und die osttimoresische Kirche. Die irische katholische Kirche und Trócaire prangerten bereits seit Jahren die Menschenrechtsverletzungen durch die Indonesier in Osttimor an.
Irland unterstützte Osttimor auf dem Weg in die Unabhängigkeit durch die Entsendung von Truppen für die Internationalen Streitkräfte Osttimor (INTERFET), die Übergangsverwaltung der Vereinten Nationen für Osttimor (UNTAET), die Unterstützungsmission der Vereinten Nationen in Osttimor (UNMISET) von 1999 bis 2004. Irland hat Osttimor im März 2003 als eines der Kernländer für seine Entwicklungshilfe ausgewählt. Zwischen 2003 und 2007 unterstützte der europäische Staat den südostasiatischen mit 20 Millionen Euro Entwicklungshilfe. Im Februar 2008, kurz nach dem Attentat auf die osttimoresische Staatsführung, besuchte der irische Außenminister Dermot Ahern Osttimor. Er bot an, die etwa 600 im Jahre 2006 desertierten osttimoresischen Soldaten, zu denen die Attentäter gehörten und die die Unruhen in Osttimor 2006 auslösten, zeitweise aufzunehmen.

## Diplomatie

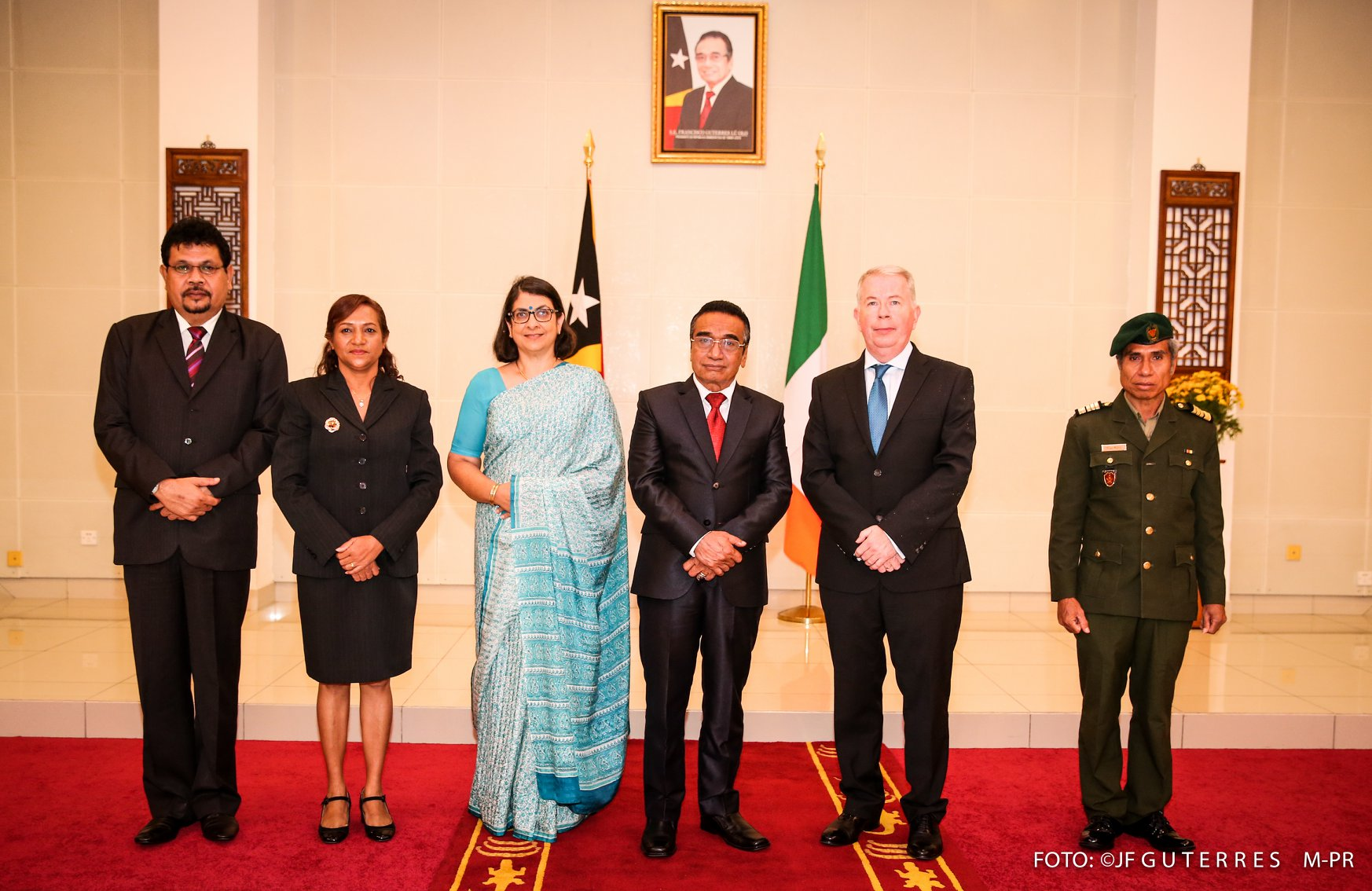
Irlands Botschafter Patrick Bourne bei der Übergabe seiner Akkreditierung bei Präsident Francisco Guterres

Osttimor und Irland nahmen am 31. Januar 2003 diplomatische Beziehungen auf.
Osttimor unterhält eine Botschaft in London. In Dublin verfügte Osttimor über den Honorarkonsul Tom Hyland.
2008 entsandte Irland mit Nuala O’Loan, Baroness O’Loan eine Sonderbotschafterin, die mit der osttimoresischen Regierung die Erfahrungen mit dem Friedensprozess in Nordirland teilen sollte. Irland unterhielt in Dili eine Repräsentanz (Escritório de Representação da Irland), die aber im Oktober 2012 aus Kostengründen geschlossen wurde. Sie wurde von der irischen Botschaft in Singapur aus verwaltet, dessen Botschafter neben Singapur und Osttimor auch für die Philippinen und Brunei zuständig ist.

## Einreisebestimmungen
Im Gegensatz zur Einreise in die anderen Staaten der Europäischen Union benötigen Staatsbürger Osttimors für Irland ein Visum.
Irische Staatsbürger erhalten bei Einreise in Osttimor ein Visum für 30 Tage.

## Wirtschaft
Wie im Vereinigten Königreich (und da vor allem im nordirischen Dungannon) gibt es in der Republik Irland eine größere osttimoresische Gemeinde von Gastarbeitern. Sie profitieren von Sonderrechten, die ihnen denselben Status gewähren wie den Bürgern Portugals innerhalb der Europäischen Union.
Für 2018 gibt das Statistische Amt Osttimors nur den Import von Hausbauteilen aus Irland nach Osttimor im Wert von 2.292 US-Dollar an.